# سنیاگووو (استان بورگاس)
سنیاگووو (به بلغاری: Snyagovo) یک منطقهٔ مسکونی در بلغارستان است که در Ruen واقع شده‌است.